# Michel Laub

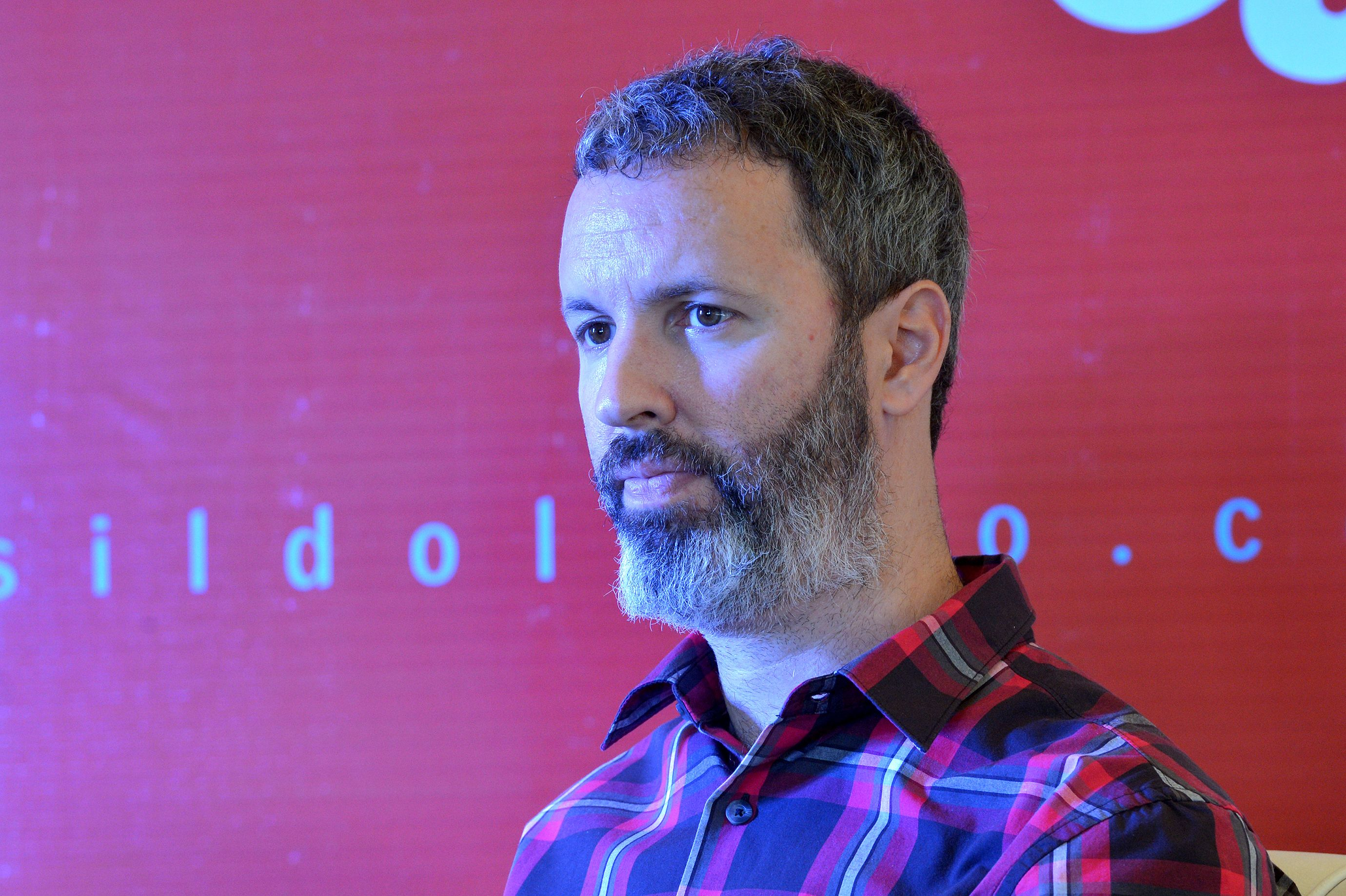
Retrato de Michel Laub

Michel Laub (Porto Alegre, 1973) es un escritor brasileño.

## Biografía
Licenciado en Derecho por la Universidad Federal de Río Grande del Sur en 1996, también cursó estudios de periodismo en la Pontifícia Universidade Católica do Rio Grande do Sul. Tras mudarse a São Paulo, trabajó en la revista Bravo!, de la que llegó a ser director de redacción. Fue coordinador de publicaciones y cursos del Instituto Moreira Salles.
En 1998 publicó su primer libro: el volumen de relatos Não Depois do que Aconteceu. Su primera novela, Música Anterior (2001), recibió el Premio Érico Veríssimo de la Unión Brasileña de Escritores, en la categoría de autor revelación. En 2005, gracias a una beca de la Fundación Vitae, escribió O Segundo Tempo. Diário da queda, escrito con el apoyo de una beca de Funarte, recibió el Premio Brasilia de Literatura en la categoría de novela, en el marco de la I Bienal de Brasilia del Libro y de la Lectura, en 2012, así como el Premio Bravo/Bradesco a la mejor novela.
En España, ha sido traducida su novela Diario de la caída (Random House, 2013) y algunos de sus relatos.

## Obras
- 1998 - Não Depois do que Aconteceu - cuentos
- 2001 - Música anterior - novela
- 2004 - Longe da água - novela
- 2006 - O segundo tempo - novela
- 2009 - O gato diz adeus - novela
- 2011 - Diário da queda - novela[10]

## Premios
- Érico Veríssimo (2001)
- Bravo! Prime (2011)
- Bienal de Brasilia (2012)
- Finalista del Premio Portugal Telecom (2005, 2007 y 2012)
- Finalista del Premio Zaffari & Bourbon (2005 y 2012)
- Finalista del Premio Jabuti (2007)
- Finalista del Premio de Literatura de São Paulo (2012)